# Yvon Riemer
Yvon Riemer (* 5. Oktober 1970 in Straßburg) ist ein ehemaliger französischer Ringer. Er war Weltmeister 1995 im griechisch-römischen Stil im Weltergewicht.

## Werdegang
Yvon Riemer wuchs in Straßburg in einer ringersportbegeisterten Familie auf. 1980 begann er deshalb unter der Anleitung seines Vaters Jean-Pierre Riemer, der während seiner ganzen Karriere sein Trainer blieb, beim Ringerclub Olympia Schiltigheim mit dem Ringen. Er konzentrierte sich dabei hauptsächlich auf den griechisch-römischen Stil. Bereits im Juniorenbereich gehörte er zu den besten französischen Ringern in den jeweiligen Altersgruppen und konnte bei den Junioren auch bei den internationalen Meisterschaften schon große Erfolge erzielen.
1986 wurde er in Bursa Junioren-Europameister bei den Cadets (= bis zum 16. Lebensjahr) in beiden Stilarten jeweils im Leichtgewicht. 1987 gewann er in Kattowitz diesen Titel auch bei den Juniors (= bis zum 18. Lebensjahr) im griechisch-römischen Stil im Weltergewicht und 1989 wurde er in Budapest sogar Junioren-Weltmeister bei den Espoirs (= bis zum 20. Lebensjahr) im griechisch-römischen Stil im Weltergewicht.
Bei den Senioren gab Yvon Riemer im Jahre 1991 bei den Mittelmeerspielen in Athen mit einem Sieg im griechisch-römischen Stil im Weltergewicht seinen Einstand. Bei den Europameisterschaften dieses Jahres in Aschaffenburg erkämpfte er sich den 5. Platz und gewann bei den Weltmeisterschaften 1991 in Warna mit ausgezeichneten Leistungen bereits die Bronzemedaille im Weltergewicht. Sieger dieser Meisterschaft wurde Mnazakan Iskandarjan aus der Sowjetunion, der bei vielen folgenden internationalen Meisterschaften der Hauptkonkurrent von Yvon Riemer wurde.
Auch bei der Europameisterschaft 1992 in Kopenhagen erkämpfte sich Yvon Riemer im Weltergewicht die Bronzemedaille. Im Kampf um diesen 3. Platz besiegte er dabei Erhan Balcı aus der Türkei. Bei den Olympischen Spielen 1992 in Barcelona gewann er keine Medaille und musste sich mit dem 5. Platz zufriedengeben.
1993 konnte Yvon Riemer verletzungsbedingt nur bei der Weltmeisterschaft in Stockholm an den Start gehen. Er war dort in guter Form und erkämpfte sich durch einen Sieg über Torbjörn Kornbakk aus Schweden erneut eine Bronzemedaille. In einem der Vorkämpfe hatte er auch den deutschen Meister Erik Hahn aus Luckenwalde mit 3:1 Punkten geschlagen.
Nachdem Yvon Riemer im Jahre 1994 verletzungsbedingt größere Trainingsausfälle zu verzeichnen hatte und deshalb bei den internationalen Meisterschaften schwach abschnitt, feierte er bei der Weltmeisterschaft 1995 in Prag ein großes Comeback. Er wurde dort in überlegenem Stil vor Bachtiar Baiseitow aus Kasachstan, Filiberto Ascuy Aguilera aus Kuba und Mnazakan Iskandarjan Weltmeister. 1996 lief es für ihn nicht gut; er gewann bei der Europameisterschaft in Budapest keine Medaille und musste auf die Teilnahme an den Olympischen Spielen in Atlanta verletzungsbedingt verzichten. Ein Medaillengewinn gelang ihm aber 1997 bei der Europameisterschaft im finnischen Kouvola wieder. Er wurde dort hinter Torbjörn Kornbakk und Marko Asell aus Finnland dritter Sieger. Bei der Weltmeisterschaft 1997 in Wrocław verpasste er mit dem vierten Platz knapp eine Medaille. Im Kampf um diese Medaille unterlag er dem starken Kubaner Filiberto Ascuy Aguilera.
Seine letzten großen Erfolge feierte Yvon Riemer dann bei der Weltmeisterschaft 1999 in Athen. Er kämpfte sich dort bis in das Finale durch und unterlag dort allerdings dem Türken Nazmi Avluca nach 2 Minuten und 41 Sekunden mit 0:11 Punkten. Der Gewinn der WM-Silbermedaille war aber hochverdient.
Bei den Weltmeisterschaften des Jahres 1998 in Gävle und 2001 in Patras musste Yvon Riemer sehr schlechte Erfahrungen mit dem inzwischen geänderten Reglement machen. Er verlor dort jeweils den ersten Kampf (1988 gegen Stojan Dobrew aus Bulgarien und 2001 gegen Nazmi Avluca), schied vorzeitig aus und belegte die für sein wahres Können indiskutablen Plätze 27 und 23.
Yvon Riemer, der Verwaltungsangestellter ist, ist mit Sophie Pluquet verheiratet. Beide haben einen Sohn. Sophie Pluquet war ebenfalls Ringerin und war, Duplizität der Ereignisse, wie Yvon im Jahre 1995 Weltmeisterin bei den Frauen in der Klasse bis 53 kg Körpergewicht.

## Internationale Erfolge
| Jahr | Platz | Wettbewerb                                  | Gewichtskl. | Ergebnis |
| 1986 | 1.    | Junioren-EM (Cadets) in Bursa               | Leicht      | vor Fatih Kobal, Türkei u. Jozsef Meszaros, Ungarn                                                                                             |
| 1986 | 1.    | Junioren-EM (Cadets) in Bursa               | Leicht      | vor Mustafa Sarioglu, Türkei u. Jozsef Meszaros im freien Stil                                                                                 |
| 1987 | 1.    | Junioren-EM (Juniors) in Kattowitz          | Welter      | vor Pavel Frinta, Tschechoslowakei, Oleg Balamuchow, UdSSR u. Aleksandar Jovančević, Jugoslawien                                               |
| 1988 | 6.    | Junioren-WM (Espoirs) in Wolfurt/Österreich | Welter      | hinter Park Myung-Suk, Südkorea, Christo Stantschew, Bulgarien, Aletej Zotow, UdSSR, Aleksandar Jovančević u. Erol Casun, Türkei               |
| 1989 | 1.    | Junioren-WM in Budapest (Espoirs)           | Welter      | vor Richard Matejka, Tschechoslowakei, Arkadi Krajniy, UdSSR, Georgi Petkow, Bulgarien u. Marko Asell, Finnland                                |
| 1990 | 3.    | Welt-Cup                                    | Welter      | hinter Bissolt Dezijew, UdSSR u. Tuomo Karila, Finnland                                                                                        |
| 1991 | 1.    | Mittelmeerspiele in Athen                   | Welter      | vor Zeljko Trajkovic, Jugoslawien, Mohamed Issam, Ägypten u. Zouhair Al-Balah, Syrien                                                          |
| 1991 | 5.    | EM in Aschaffenburg                         | Welter      | hinter Mnazakan Iskandarjan, Tuomo Karila, Torbjörn Kornbakk, Schweden u. Janos Takacs, Ungarn, vor Anton Marchl, Österreich                   |
| 1991 | 3.    | WM in Warna                                 | Welter      | hinter Mnazakan Iskandarjan u. Jaroslav Zeman, Tschechoslowakei, vor Mircea Constantin, Rumänien, Josef Tracz, Polen u. Petar Tenew, Bulgarien |
| 1992 | 3.    | EM in Kopenhagen                            | Welter      | hinter Mircea Constantin u. Mnazakan Iskandarjan, vor Erhan Balcı, Türkei, János Takács u. Torbjörn Kornbakk                                   |
| 1992 | 5.    | OS in Barcelona                             | Welter      | hinter Mnazakan Iskandarjan, Josef Tracz, Torbjörn Kornbakk u. Néstor Almanza, Kuba, vor Anton Marchl                                          |
| 1992 | 2.    | Welt-Cup-Turnier                            | Welter      | hinter Mnazakan Iskandarjan, vor Anton Marchl                                                                                                  |
| 1993 | 3.    | WM in Stockholm                             | Welter      | hinter Nestor Alamanza u. Josef Tracz, vor Torbjörn Kornbakk, Yalcin Karapinar, Türkei u. Stojan Dobrew, Bulgarien                             |
| 1994 | 2.    | Großer Preis von Deutschland in Koblenz     | Welter      | hinter Torbjörn Kornbakk, vor Jaroslav Zeman, Roy Andersen, Norwegen, Juri Bojko, Bulgarien u. Gordy Morgan, USA                               |
| 1994 | 12.   | EM in Athen                                 | Welter      | Sieger: Erol Koyuncu, Türkei vor Wladimir Kopytow, Belarus und Torbjörn Kornbakk                                                               |
| 1994 | 16.   | WM in Tampere                               | Welter      | Sieger: Mnazakan Iskandarjan vor Josef Tracz u. Torbjörn Kornbakk                                                                              |
| 1995 | 1.    | WM in Prag                                  | Welter      | vor Bachtiar Baiseitow, Kasachstan, Filiberto Ascuy Aguilera, Kuba, Mnazakan Iskandarjan, Mircea Constantin u. Erik Hahn, Deutschland          |
| 1996 | 1.    | Turnier in Porsgonn/Norwegen                | Welter      | vor Erik Hahn, Ghani Yalouz, Frankreich, Keith Sieracki, USA u. Wladimir Kopytow                                                               |
| 1996 | 7.    | EM in Budapest                              | Welter      | hinter Nazmi Avluca, Türkei, Wladimir Kopytow, Erik Hahn, Artur Tschigasow, Ukraine, Torbjörn Kornbakk u. Mnazakan Iskandarjan                 |
| 1997 | 3.    | EM in Kouvola/Finnland                      | Welter      | hinter Torbjörn Kornbakk u. Marko Asell, vor Wladimir Kopytow, Kwitscha Bichinaschwili, Georgien u. Mircea Constantinescu                      |
| 1997 | 1.    | Mittelmeerspiele                            | Welter      | vor Dimitrios Avramis, Griechenland, Karam Ibrahim, Ägypten, Erol Koyuncu u. Dalibor Busic, Jugoslawien                                        |
| 1997 | 4.    | WM in Wrocław                               | Welter      | hinter Marko Yli-Hannuksela, Finnland, Tamás Berzicza, Ungarn u. Filiberto Ascuy Aguilera, vor Bachtiar Baiseitow u. Nazmi Avluca              |
| 1998 | 4.    | EM in Minsk                                 | Welter      | hinter Murat Kardanow, Russland, Khvichia Bichinaschwili u. Nazmi Avluca, vor Andrej Batura, Belarus u. Attila Bátky, Slowakei                 |
| 1998 | 27.   | WM in Gävle                                 | Welter      | Sieger: Bachtiar Baiseitow vor Filiberto Ascuy Aguilera u. Nazmi Avluca                                                                        |
| 1999 | 4.    | Großer Preis von Polen in Warschau          | Welter      | hinter Tamás Berzicza, Tariel Melelaschwili, Georgien u. Marko Yli-Hannuksela, vor David Manukjan, Ukraine u. Kkvichia Bichinaschwili          |
| 1999 | 2.    | WM in Athen                                 | Welter      | hinter Nazmi Avluca u. vor Dimitrios Avramis, Tariel Melelaschwili, Tamás Berzicza u. Murat Kardanow                                           |
| 2000 | 11.   | EM in Moskau                                | Welter      | Sieger: Wjatscheslaw Makarenko, Belarus vor David Manukjan u. Murat Kardanow                                                                   |
| 2001 | 3.    | Welt-Cup-Turnier in Levallois               | Welter      | hinter Nazmi Avluca u. Andrzej Tscherputschkin, Russland u. vor Keith Sieracki u. Chukri Attafi, Frankreich                                    |
| 2001 | 23.   | WM in Patras                                | Welter      | Sieger: Ara Abrahamian, Schweden vor Alexei Mischin, Russland u. Kim Jin-soo, Südkorea                                                         |

## Erläuterungen
- alle Wettkämpfe bis auf einen im griechisch-römischen Stil
- OS = Olympische Spiele, WM = Weltmeisterschaften, EM = Europameisterschaften
- Weltergewicht, bins 1996 bis 74 kg, von 1997 bis 2001 bis 76 kg Körpergewicht